# Ignazio Caruso
Ignazio Caruso (Acerra, 14 luglio 1916 – Ischia, 24 luglio 1997) è stato un politico italiano.

## Biografia
Fu eletto deputato della Repubblica Italiana nella VII Legislatura nelle file della Democrazia Cristiana nel 1976.
Per molti anni, prima di approdare in parlamento, operò come funzionario pubblico nella sanità partenopea come segretario generale presso l'ospedale Ascalesi di Napoli. Fu più volte eletto sindaco del comune di Acerra e assessore al comune di Napoli. Morì a Ischia il 24 luglio del 1997.
Proprio ad Acerra gli è stata dedicata una strada nel rione Spiniello, una lapide all'ingresso dello Stadio Comunale, a ricordo che fu lui a volere fortemente quella struttura sportiva.